# The Sabbath Stones
The Sabbath Stones – album kompilacyjny brytyjskiej grupy Black Sabbath. Na albumie znalazły się utwory z albumów od Born Again do Forbidden.

## Lista utworów
1. „Headless Cross" (Headless Cross)
2. „When Death Calls" (Headless Cross)
3. „Devil and Daughter" (Headless Cross)
4. „The Sabbath Stones" (Tyr)
5. „The Battle of Tyr" (Tyr)
6. „Odin's Court" (Tyr)
7. „Valhalla" (Tyr)
8. „TV Crimes" (Dehumanizer)
9. „Virtual Death" (Cross Purposes)
10. „Evil Eye" (Cross Purposes)
11. „Kiss of Death" (Forbidden)
12. „Guilty as Hell" (Forbidden)
13. „Loser Gets It All" (Forbidden Japanese version)
14. „Disturbing the Priest" (Born Again)
15. „Heart Like a Wheel" (Seventh Star)
16. „The Shining" (The Eternal Idol)